# Jean Suret-Canale
Jean Suret-Canale, né le 27 avril 1921 à Paris et mort le 23 juin 2007 à La Roquille, est un géographe français, historien de l'Afrique, homme de lettres, militant communiste, résistant, anticolonialiste et spécialiste de l'Afrique.

## Biographie
Jean Suret-Canale est né de Victor Suret-Canale (1883-1958), un graveur formé à l'École nationale des arts décoratifs, et de Thérèse Suret-Canale, peintre d'origine allemande.

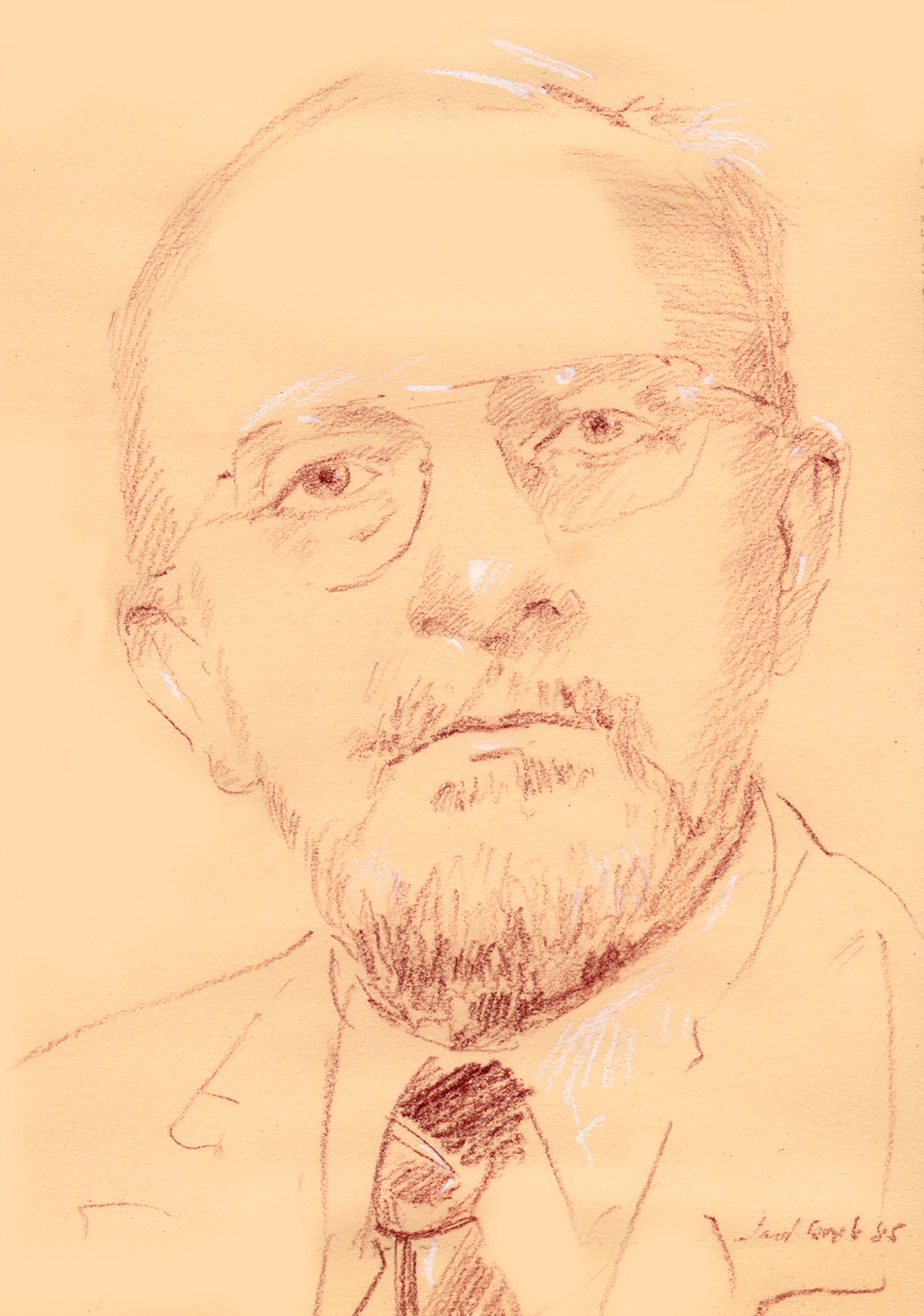
Dessin, réalisé à la sanguine par son fils Michel, représentant Jean Suret-Canale en 1985. Ce portrait était accroché dans son bureau.

Brillant élève au lycée Henri-IV, il obtient une bourse de la Ligue maritime et coloniale pour visiter les colonies françaises du Dahomey (Bénin) en 1938 et de l'Indochine en 1939.  
Revenu en France, il continue ses études de géographie, est emprisonné pour activité anti-allemande puis participe à la Résistance dans les FTP de 1940 à 1944 dans le sud du Massif central tout en continuant ses études.  Pendant cette période, il rencontre sa femme, Georgette Lamargot, engagée dans la Résistance comme courrier, une journaliste, écrivain et poète féministe, dont il aura trois enfants.
Agrégé de l'Université de Paris (1946) en géographie il est nommé au lycée Van Vollenhoven à Dakar où il ajoute à son enseignement officiel la préparation d'élèves de l'École normale William-Ponty au baccalauréat et la participation aux groupes d'études marxistes. Cet ensemble d'activités lui vaut d'être expulsé par le Gouverneur.
De retour en France, il enseigne en particulier à Laval où il publie divers articles d’intérêt local et participe activement à la vie du Parti communiste.
La Guinée étant devenue indépendante à la suite du référendum du 28 septembre 1958, il s'y rend dès que possible et est nommé d'abord à Conakry (Lycée classique) puis à la tête de l'Institut national de recherches et documentation (INRDG) qui comprend musée, archives et bibliothèque nationales et qui hérite les biens du centre local de l'IFAN. En 1962, il est nommé directeur de l'École normale supérieure de Kindia.
En 1963, menacé d'être déchu de la nationalité française, il doit retourner en France.
Il occupe divers postes en France et en Algérie tout en continuant de publier des articles et des livres.
Il publie en 1958, Afrique Noire, regard critique sur le monde colonial.
Sa thèse de doctorat Afrique et capitaux, soutenue à la veille de la retraite, regroupe des données issues de trente années au moins de recherche.
Il prit une retraite en Périgord lieu de son activité résistante pendant l'occupation.
Il meurt à La Roquille (Gironde) le 23 juin 2007.
Toute sa vie Suret-Canale a continué son activité au Parti communiste français, bien que très critique envers son leader Maurice Thorez. À la suite de la mort de Staline et de Thorez, Suret-Canale devient un des fondateurs du « Centre d'études et de recherches marxistes » (C.E.R.M.) en 1960, qui est parmi les centres les plus connus pour développer les théories marxistes sur le mode de production asiatique, et qui sera ensuite adopté par les mouvements de libération dans le Tiers-Monde. Il sera pendant quelques années membre du Comité Central du PCF, bien qu'il ait critiqué plusieurs fois le Bureau politique. En dépit de son activité militante et de son approche marxiste de l'Histoire, Jean Suret-Canale savait, selon Daniel Rivet, « disséquer d’aussi près le passé que ses collègues néo-positivistes et avec les mêmes outils d’investigation ».
Il est resté engagé politiquement et a écrit de façon occasionnelle des articles pour le journal L'Humanité.

## Publications

### Éditions sociales
- Afrique Noire occidentale et centrale, t. 1 : Géographie, civilisations, histoire, Paris, Éditions sociales, 1958, 288 p.[9]
- Afrique Noire — L'ère coloniale (1900-1945), Éditions sociales, 1961, 637 p.[10]
- avec Djibril Tamsir Niane. Histoire de l'Afrique Occidentale, 1961.
- Afrique Noire occidentale et centrale, t. 2 : L'ère coloniale, 1900-1945, Paris, Éditions sociales (réimpr. 1964 et 1971) (1re éd. 1962)
- La République de Guinée, Paris. Editions sociales, 1970[11].
- Afrique Noire : de la décolonisation aux indépendances, Paris, Éditions Sociales, 1972
- Afrique Noire, Géographie, Civilisation, Histoire, Éditions Sociales, Paris, 1973.
- Essais d'histoire africaine : de la traite des Noirs au néocolonialisme, Éditions sociales, Paris, 1980 (recueil de textes)

### Autres éditeurs
- Les Groupes d'études communistes (G.E.C.) en Afrique Noire
- Établissement industriel guinéen.
- La Guinée dans le système colonial, Présence africaine, 29 (décembre 1959-janvier 1960).
- Notes sur l'économie guinéenne
- La Guinée face à son avenir, Nouvelle revue internationale, 9 février 1966.
- La fin de la chefferie en Guinée, Journal of African History, 7, No. 3. 1966.
- Découverte de Samori. Cahiers d'études africaines. 1977 (17)66: 381-388.
- Tableau économique de la Guinée, Bulletin d'Afrique noire, 10 janvier 1966.
- Touba, haut-lieu de l'Islam en Guinée
- Contribution à Pays du Sahel, éditions Autrement, Paris, 1994  (ISBN 2-86260-459-3) (ouvrage collectif dirigé par Joël Vernet)
- Contribution à l'ouvrage le Livre noir du capitalisme, 1997.
- Revue guinéenne : Recherches africaines

## Sources
- (en) A. I. Asiwaju, « Essais d'Histoire Africains de la Traite des Noires au Neocolonialisme by Jean Suret-Canale », The International Journal of African Historical Studies, Boston University African Studies Center, vol. 15, no 3,‎ 1982, p. 557-559 (ISSN 0361-7882, e-ISSN 2326-3016, DOI 10.2307/218186).
- Mamadou Traoré Ray Autra, directeur de l'I.N.R.D.G paru dans Recherches Africaines : L'Institut national de Recherches et de documentation (1944 — 1964) in Études guinéennes (nouv. série). Conakry, n°s. 1-2-3-4. 1964 (janv.-déc.), p. 3-35
- Notice nécrologique dans l'Humanité Quotidienne du 26 juin 2007